# Patrik Ahlgren
Nils Anders Patrik Ahlgren, nacido el 25 de febrero de 1962 en la parroquia de Köping, diócesis de Västerås, en el **condado de Västmanland**, es un militar sueco.
Ahlgren obtuvo su título de oficial en la Escuela de Oficiales de Infantería en 1983 y fue contratado en 1984 como alférez en los Granaderos del Regimiento de Vida, donde fue promovido a teniente en 1986 y sirvió durante el resto de la década de 1980. Fue ascendido a mayor en 1993 y a mediados de la década de 1990 sirvió en la Brigada de la Guardia Real. A finales de la década de 1990 y a principios de la década de 2000, sirvió en la Dirección de Estrategia en el Cuartel General y fue responsable, entre otras cosas, de la primera doctrina militar estratégica de las Fuerzas Armadas Suecas, que se completó en 2002. Para esa época también había sido ascendido a **teniente coronel**.
Después de ser promovido a coronel, Ahlgren fue jefe adjunto del Departamento de Seguridad y Estrategia en la Universidad de Defensa Nacional de 2005 a 2010 y jefe de sección en el Cuartel General, responsable de la planificación de la defensa de 2010 a 2013. Fue comandante del Regimiento de Ingenieros de Göta de 2013 a 2016 y desde el 1 de diciembre de 2016 es jefe del CIO de Ciberdefensa en el Estado Mayor de las Fuerzas Armadas.
Patrik Ahlgren fue elegido en 2003 como miembro de la Real Academia Sueca de Ciencias de la Guerra. Pronunció su discurso de ingreso en la academia el 8 de junio de 2004 sobre el tema “Estrategia militar: reflexiones sobre los principios del pensamiento de maniobra”.